# Stanton St Bernard
Stanton St Bernard  è un piccolo villaggio e una parrocchia civile della contea del Wiltshire che si trova a circa a circa 6 miglia di distanza da Devizes, Sud Ovest dell'Inghilterra, Regno Unito.

## Geografia

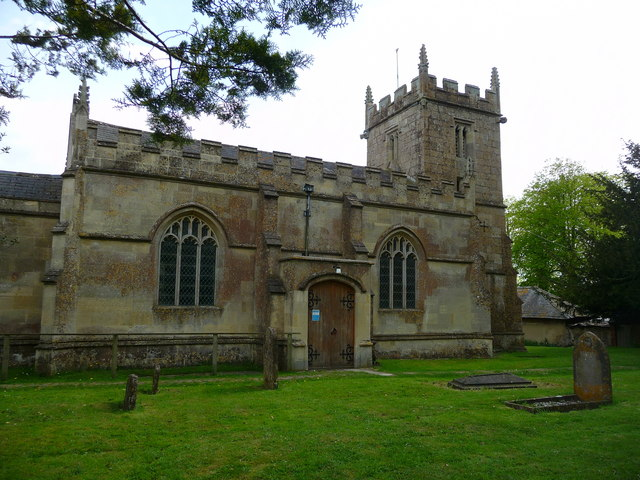
Chiesa di Tutti i Santi

Il territorio di Stanton St Bernard visto dall'alto è lungo e stretto, situato a est di Devizes si estende dalla Pewsey Vale fino alle Marlborough Downs. Tre carte fondiarie sassoni vi fanno riferimento i confini sostanzialmente sono rimasti simili. A nord i confini furono tracciati attraverso Wansdyke per racchiudere Thorn Hill e a sud erano segnati da corsi d'acqua tributari del Christchurch Avon. A nord la parrocchia comprende parte della scarpata meridionale dei Marlborough Downs, tra cui Milk Hill, alto 964 piedi, la stessa altezza di Tan Hill in All Cannings, i punti più alti del Wiltshire. Ci sono affioramenti di Upper e Middle Chalk, ricoperti in alcuni punti da Clay-with-flints, e assenza di acqua superficiale. Sebbene a nord di Wansdyke si trovino terreni relativamente pianeggianti, terreni poveri e forti pendenze, specialmente su Milk Hill e altre scarpate a sud di Wansdyke, rendono l'area adatta ad attività pastorali piuttosto che agricole. Il sud della parrocchia fa parte della Vale of Pewsey dove la terra è relativamente pianeggiante. Affioramenti di Upper Greensand ma le valli tagliate dai corsi d'acqua di confine sono state ricoperte da uno strato alluvionale che crea un buon terreno da pascolo. Tra queste due aree il terreno scende dal fondo della scarpata, a circa 625 piedi, al livello superiore della sabbia verde, approssimativamente delineato dal canale Kennet e Avon a circa 425 piedi. Lower Chalk affiora in quella parte centrale della parrocchia e l'ha resa un'area adatta alla coltivazione arabile.

## Storia
Nel territorio ci sono prove di attività legate ad insediamenti dell'età della pietra e del bronzo e di agricoltura romano-britannica. Le scoperte archeologiche hanno incluso oggetti dell'antica, media e tarda età del bronzo e dell'antica età del ferro. I terrapieni preistorici sulle alture a nord della parrocchia includono tumuli a ciotola e a disco e fossati. Ci sono anche resti di un forte collinare dell'antica età del ferro al confine con Alton Barnes. I primi documenti sopravvissuti relativi a Stanton sono tre carte sassoni datate 905, 957 e 960 d.C. A quel tempo Stanton era chiaramente una tenuta agricola ben consolidata e di valore. I confini stabiliti in queste carte sono quasi identici ai moderni confini della parrocchia. Al tempo del Domesday Book, nel 1086, Stanton era tenuta dall'abbazia di Wilton. Metà del terreno era coltivato dall'abbazia e il resto da mezzadri. C'erano due mulini ad acqua. Nel Medioevo a volte ci si riferiva a Stanton come Stanton Badess ma almeno dal XVI secolo aveva acquisito il suffisso Barnard. La derivazione di quel suffisso è incerta, ma potrebbe forse essere collegata alla famiglia Burdon, che possedeva terreni nella Stanton medievale, alla famiglia che diede il nome ad Alton Barnes, o alla possibile usanza di descrivere Stanton come adiacente ad Alton Barnes. Barnard divenne Bernard e nel 1679 la forma Stanton St. Bernard fu talvolta usata. Nel XIX secolo quella forma sostituì gradualmente tutte le altre. Dopo lo scioglimento dei monasteri, le tenute dell'abbazia di Wilton, tra cui Stanton, furono concesse nel 1544 dal re Enrico VIII a William Herbert, in seguito conte di Pembroke. Si può dedurre poco sulle dimensioni e l'importanza di Stanton nel Medioevo. Non vi erano particolari caratteristiche che la distinguessero. La comunicazione esterna dalla parrocchia è diventata dipendente dalla strada che collega i vari villaggi sotto la scarpata delle colline, che la attraversa a nord del villaggio e che forma un percorso piuttosto tortuoso tra Devizes e Pewsey. La strada potrebbe essere stata molto utilizzata alla fine del XVIII secolo, ma non ha raggiunto una particolare importanza nelle mappe di quel periodo e non è mai stata resa a pedaggio. Quasi la stessa importanza è stata data ai sentieri che passavano a nord attraverso le colline fino alla valle del Kennet. È possibile che l'asse di comunicazione nord-sud avesse un tempo una maggiore importanza per Stanton. Tuttavia, a metà del XX secolo, quei sentieri erano piste agricole appena percorribili. L'agricoltura è sempre stata l'attività dominante, organizzata secondo il tipico sistema di pianura con pecore che pascolano sulle colline durante il giorno e vengono portate a valle per concimare i campi nella valle di notte. Il modello di coltivazione medievale a crinale e solco scomparve definitivamente dopo l'accordo di recinzione del 1792. Da allora in poi le piccole fattorie furono gradualmente assorbite da quelle più grandi, finché a metà del XIX secolo prevalsero due grandi fattorie. Il canale Kennet e Avon fu aperto nel 1810 e attraversa la parrocchia a sud del villaggio. Le industrie che si svilupparono lungo il canale a Honey Street fornirono lavoro alla gente di Stanton. Il Barge Inn fu costruito nel 1810 sul confine tra Honey Street e Stanton per servire il commercio del canale, vendendo generi alimentari, carne e altre forniture. La ferrovia, completata nel 1862, attraversa la punta meridionale della parrocchia e blocca l'antica rotta verso sud tramite Beechingstoke. In origine la stazione più vicina era a Woodborough. Questo aprì opportunità per l'allevamento di bovini da latte, con il latte inviato a Londra in treno. Il 28 giugno 1917 il conte di Pembroke vendette la parrocchia di Stanton e altre tenute a un'asta tenutasi al The Bear Hotel di Devizes e così finì il legame con Wilton durato mille anni. Dal 1936 al 1947 i campi tra Stanton e Alton Barnes formarono un campo di atterraggio erboso che fu utilizzato per addestrare piloti e navigatori durante la seconda guerra mondiale. Durante la guerra, il canale fu fortificato come linea di difesa contro la temuta invasione tedesca.

## Monumenti e luoghi d'interesse
Nel territorio di Stanton St Bernard sono presenti alcuni edifici e luoghi d'interesse, il più importante è la chiesa:
- Chiesa di Tutti i Santi. La prima menzione della chiesa a Stanton risale al 1267, ma è quasi certo che esistesse prima. La chiesa parrocchiale anglicana è stata oggetto in seguito di vari interventi, in particolare nel 1832. Costruita in calcare bugnato ha i tetti in ardesia. La torre medievale si trova a occidente. La navata, il presbiterio, il portico nord e la sagrestia sud sono stati tutti modificati nel 1832 in stile gotico. Appartiene alla diocesi di Salisbury e dal 19 marzo 1962 è considerata un monumento classificato di seconda categoria.[5][6]

Il villaggio di Stanton aveva la casa padronale che sorgeva circa a metà della strada della chiesa sul lato est. Gli edifici più vecchi segnano ancora il vecchio tracciato della strada. Alcuni cottage con struttura in legno di fine XVII secolo si trovano a nord della casa padronale e un isolato di cottage di fine XVII o inizio XVIII secolo si trova a sud. Sempre a sud si trovano la vecchia fucina e diverse fattorie, tra cui Sarsens, una casa a graticcio di fine XVII secolo, una casa in mattoni di inizio XVIII secolo, una casa di inizio XIX secolo e Stanton House, un'altra casa di inizio XIX secolo con estensioni di fine XIX secolo.